# Пиер Домени
Пиер Домени (на френски: Pierre Yriex Daumesnil) е френски генерал. Първоначално Домени е войник в армията на Наполеон, но се изкачва до поста бригаден генерал. В битката при Ваграм той губи единия си крак, който впоследствие е заменен с дървена протеза. Започват да го наричат jambe de bois (Дървения крак). Става комендант на Венсан. В днешно време статуя, построена пред кметството на Венсан, напомня за Пиер Домени.